# エリック・クローズ
エリック・クローズ（Eric Close 1967年5月24日 - ）は、アメリカ合衆国の映画及びテレビ俳優。

## 来歴

### 生い立ち
ニューヨーク州スタテンアイランド生まれ。3人兄弟の長男で父は整形外科医。家族でインディアナ州、ミシガン州と転々とし、7歳の時にサンディエゴに落ち着いた。
1989年、南カリフォルニア大学を卒業しコミュニケーション学の文学士号を取得。在学中は社交クラブSigma Chiのメンバーであった。

### 俳優業
若い頃から俳優業に興味を持ち、学生時代に舞台に立ったこともあったが、卒業後も続けていくことをなかなか決心できずにいた。ロサンゼルスで『Rat Songs 』で初舞台。その後『American Me 』(1992年)、エレナ・マナス監督『Safe House 』に出演。NBCの昼間のドラマ『Santa Barbara 』にソウヤー・ウォーカー役で短期間出演。
『Thanksgiving Cries 』で舞台復帰したが、その後も『McKenna 』(1994年～1995年、1シーズン)、『ダークスカイ』(1996年～1997年、1シーズン)、『The Magnificent Seven 』(1998年～1999年、2シーズン)、『Now and Again 』(1999年～2000年、1シーズン)、スティーヴン・スピルバーグプロデュースのミニシリーズ『TAKEN』(2002年)など主演やゲストなどでテレビに出演し続けている。
2002年から2009年、CBSの『WITHOUT A TRACE/FBI 失踪者を追え!』でFBI捜査官マーティン・フィッツジェラルド役でレギュラー出演。2012年、ABCのドラマ『ナッシュビル』で主演のコニー・ブリットンの夫テディ・コンラッド役でレギュラー出演。

### プライベート
1995年、ケリ・クローズと結婚し、1998年10月、長女ケイティ、2001年4月、次女エラが生まれる。ブレントウッド長老派教会のメンバーである。

## 主な出演作品

### 映画
| 公開年 | 邦題 原題 | 役名         | 備考       |
| ------ | --- | ------------ | ---------- |
| 1992   | American Me                                                                                                   |              |            |
| 1994   | 勇者ヘラクレス/呪われた王国の美しき姫を救え! Hercules: The Legendary Journeys - Hercules and the Lost Kingdom | テラモン     | テレビ映画 |
| 2004   | NTSB/323便の謎を追え! NTSB: The Crash of Flight 323                                                           | プライス     | テレビ映画 |
| 2010   | 再会の答え Unanswered Prayers                                                                                 | ベン・ベック | テレビ映画 |
| 2014   | アメリカン・スナイパー American Sniper                                                                        | スニード     |            |

### テレビシリーズ
| 放映年    | 邦題 原題                                                  | 役名                           | 備考                  |
| --------- | ---------------------------------------------------------- | ------------------------------ | --------------------- |
| 1991      | 冒険野郎マクガイバー MacGyver                              |                                | 1エピソード           |
| 1992-1993 | サンタバーバラ Santa Barbara                               | ソーヤー・ウォーカー           | 25エピソード          |
| 1994-1995 | McKenna                                                    | ブリック・マッケナ             | 3エピソード           |
| 1995-1996 | Sisters                                                    | ウィリアム・グリフィン         | 12エピソード          |
| 1996-1997 | ダークスカイ Dark Skies                                    | ジョン・ローエンガード         | 19エピソード          |
| 1998-2000 | 荒野の七人 The Magnificent Seven                           | ヴィン・タナー                 | 22エピソード          |
| 1999-2000 | Now and Again                                              | マイケル・ワイズマン           | 22エピソード          |
| 2002      | TAKEN Taken                                                | ジョン                         | 4エピソード           |
| 2002-2009 | WITHOUT A TRACE/FBI 失踪者を追え! Without a Trace          | マーティン・フィッツジェラルド | 160エピソード         |
| 2005      | キム・ポッシブル Kim Possible                              | クラッシュ・クランストン       | 1エピソード、声の出演 |
| 2010      | クリミナル・マインド FBI行動分析課 Criminal Minds          | マット・スパイサー刑事         | エピソード            |
| 2011      | Chaos                                                      | マイケル・ドーセット           | 13エピソード          |
| 2011      | アメリカン・ホラー・ストーリー American Horror Story       | ヒューゴ                       | 2エピソード           |
| 2011-2012 | SUITS/スーツ Suits                                         | トラヴィス・タナー             | 4エピソード           |
| 2012      | LAW & ORDER:性犯罪特捜班 Law & Order: Special Victims Unit | コリン・バーンズ               | 1エピソード           |
| 2012-     | ナッシュビル Nashville                                     | テディ・コンラッド             | 67エピソード          |